# Restless Wives
Restless Wives er en amerikansk stumfilm fra 1924 instrueret af Gregory La Cava.

## Medvirkende
- Doris Kenyon som Polly Benson
- James Rennie som James Benson
- Montagu Love som Hugo Cady
- Edmund Breese som Hobart Richards
- Burr McIntosh som Pelham Morrison
- Coit Albertson som Curtis Wilbur
- Naomi Childers som Mrs. Drake
- Maud Sinclair som Mrs. Cady
- Edna May Oliver